# Орінда (Каліфорнія)
Оринда (англ. Orinda) — місто (англ. city) в США, в окрузі Контра-Коста штату Каліфорнія. Населення — 19 514 особи (2020).

## Географія
Оринда розташована за координатами 37°52′58″ пн. ш. 122°10′28″ зх. д. / 37.88278° пн. ш. 122.17444° зх. д. (37.882764, -122.174543).  За даними Бюро перепису населення США в 2010 році місто мало площу 32,89 км², з яких 32,85 км² — суходіл та 0,04 км² — водойми.

### Клімат
| Клімат : Оринда                          | Клімат : Оринда | Клімат : Оринда | Клімат : Оринда | Клімат : Оринда | Клімат : Оринда | Клімат : Оринда | Клімат : Оринда | Клімат : Оринда | Клімат : Оринда | Клімат : Оринда | Клімат : Оринда | Клімат : Оринда | Клімат : Оринда |
| Показник                                 | Січ.            | Лют.            | Бер.            | Квіт.           | Трав.           | Черв.           | Лип.            | Серп.           | Вер.            | Жовт.           | Лист.           | Груд.           | Рік             |
| Абсолютний максимум, °C                  | 20,6            | 24,4            | 28,9            | 31,1            | 37,8            | 39,4            | 41,7            | 42,8            | 43,3            | 38,3            | 30,6            | 25,0            | 43,3            |
| Середній максимум, °C                    | 12,2            | 15,0            | 16,1            | 20,0            | 21,7            | 25,0            | 27,8            | 27,2            | 28,3            | 23,9            | 18,3            | 13,3            | 20,8            |
| Середній мінімум, °C                     | 1,1             | 2,8             | 3,3             | 5,6             | 7,8             | 9,4             | 11,1            | 10,6            | 10,0            | 6,7             | 3,3             | 2,2             | 6,2             |
| Абсолютний мінімум, °C                   | −9,4            | −7,8            | −5              | −2,2            | 0,0             | 1,7             | 5,6             | 4,4             | 0,0             | −3,3            | −5,6            | −7,2            | −9,4            |
| Норма опадів, мм                         | 152             | 123             | 109             | 55              | 31              | 5               | 1               | 1               | 10              | 47              | 82              | 158             | 774             |
| Днів з дощем                             | 11              | 9               | 10              | 5               | 4               | 1               | 0               | 1               | 1               | 4               | 7               | 11              | 64,0            |
| ---------------------------------------- | --------------- | --------------- | --------------- | --------------- | --------------- | --------------- | --------------- | --------------- | --------------- | --------------- | --------------- | --------------- | --------------- |
| Джерело: Western Regional Climate Center |                 |                 |                 |                 |                 |                 |                 |                 |                 |                 |                 |                 |                 |

## Демографія
Згідно з переписом 2010 року, у місті мешкали 17 643 особи в 6553 домогосподарствах у складі 5202 родин. Густота населення становила 536 осіб/км².  Було 6804 помешкання (207/км²).
Расовий склад населення:
| - 82,4 % — білих - 11,4 % — азіатів - 0,8 % — чорних або афроамериканців - 0,1 % — вихідців з тихоокеанських островів - 0,1 % — корінних американців |

До двох чи більше рас належало 4,4 %. Частка іспаномовних становила 4,6 % від усіх жителів.
За віковим діапазоном населення розподілялося таким чином: 25,6 % — особи молодші 18 років, 54,3 % — особи у віці 18—64 років, 20,1 % — особи у віці 65 років та старші. Медіана віку мешканця становила 47,8 року. На 100 осіб жіночої статі у місті припадало 94,4 чоловіків;  на 100 жінок у віці від 18 років та старших — 91,9 чоловіків також старших 18 років.
Середній дохід на одне домашнє господарство  становив 239 474 долари США (медіана — 165 103), а середній дохід на одну сім'ю — 276 272 долари (медіана — 210 000). Медіана доходів становила 162 917 доларів для чоловіків та 92 025 доларів для жінок. За межею бідності перебувало 2,2 % осіб, у тому числі 1,7 % дітей у віці до 18 років та 2,4 % осіб у віці 65 років та старших.
Цивільне працевлаштоване населення становило 8423 особи. Основні галузі зайнятості: науковці, спеціалісти, менеджери — 27,5 %, освіта, охорона здоров'я та соціальна допомога — 20,0 %, фінанси, страхування та нерухомість — 14,8 %.